# Fortschritt (trattori)
La VEB Fortschritt Landmaschinen, comunemente chiamata Fortschritt (tradotto dal tedesco significa "Progresso") è stato un produttore di trattori, mietitrebbie e altri macchinari agricoli della Germania Orientale (DDR) (successivamente il Crollo del muro divenne della Germania Unita) controllata dal consorzio nazionale della IFA nella città di Neustadt in Sassonia.

## Storia
La nascita della Fortschritt risale al 1951 dalla fusione di cinque società, ovvero:
- Herkules-Landmaschinen-Werke
- Landmaschinenfabrik Stolpen
- Kombinus-Dreschmaschinenbau Singwitz
- Landmaschinenfabrik Bischofswerda
- Maschinen- und Getriebebau Kirschau

Già nel 1949 la Stolpen e la Herkules furono già riunite come Fortschritt-Landmaschinenwerke con sede legale a Neustadt, nonostante lo stesso nome, avevano ben poco in comune con la futura azienda statale di stampo socialista, se non per divenire un loro membro nei due anni sussegursi, d'altro canto è stato il primo passo verso la profilazione nella realizzazione del marchio agricolo della RDT.
Negli anni successivi, l'azienda estese il suo campo di conoscenza non solo nelle macchine agricole, ma si impegnò anche nelle più moderne tecnologie dell'epoca per la produzione di grano e foraggio.
Nel 1953 l'azienda venne rinominata come VEB Fortschritt erntebergungsmaschinen (in italiano: attrezzature per la raccolta) e cambiò di nuovo nome nel 1964 in VEB Kombinat Fortschritt Landmaschinen.
Nel 1970 la Fortscritt si fuse con la VVB Land- und Nahrungsgütertechnik un produttore di macchinari industriali per il mercato alimentare.
Nel 1978 venne presentata la prima mietitrebbia del marchio dando nuovo lustro al gruppo e maggior prestigio al proprio paese, da allora continuò la propria esistenza con il nome di Fortschritt Landmaschinen fino al crollo del muro di berlino, infatti nel 1990 l'azienda venne privatizzata e cambiò nome in Fortschritt Erntemaschinen GmbH.
Chiuse definitivamente i battenti e soppresse il proprio marchio nel 1997, quando l'intera quota di mercato venne acquisita dalla Case IH.
Esiste ancora la Fortscritt, ma come Fortscritt China Agritech.

## Prodotti

### Trattori agricoli
- Fortschritt ZT 300
- Fortschritt ZT 303
- Fortschritt ZT 320-A
- Fortschritt ZT 323-A
- Fortschritt ZT 325
- Fortschritt ZT 403
- Fortschritt ZT 423-A

### Mietitrebbie
- Fortschritt E 512
- Fortschritt E 514
- Fortschritt E 516
- Fortschritt E 516 B
- Fortschritt E 517
- Fortschritt E 518
- Fortschritt E 524
- Fortschritt E 526

### Foraggiatrici
- Fortschritt E 280
- Fortschritt E 281
- Fortschritt E 281 C
- Fortschritt E 281 E
- Fortschritt E 282

### Falciatrici
- Fortschritt E 301
- Fortschritt E 302
- Fortschritt E 303
- Fortschritt E 340

### Pressatrici (imballatrici per la paglia)
- Fortschritt K 442/1
- Fortschritt K 454

### Altre macchine

#### Aratri
- B200
- B550
- B601
- B603

#### Prototipi
- Fortschritt E 510
- Fortschritt E 532

## Galleria d'immagini

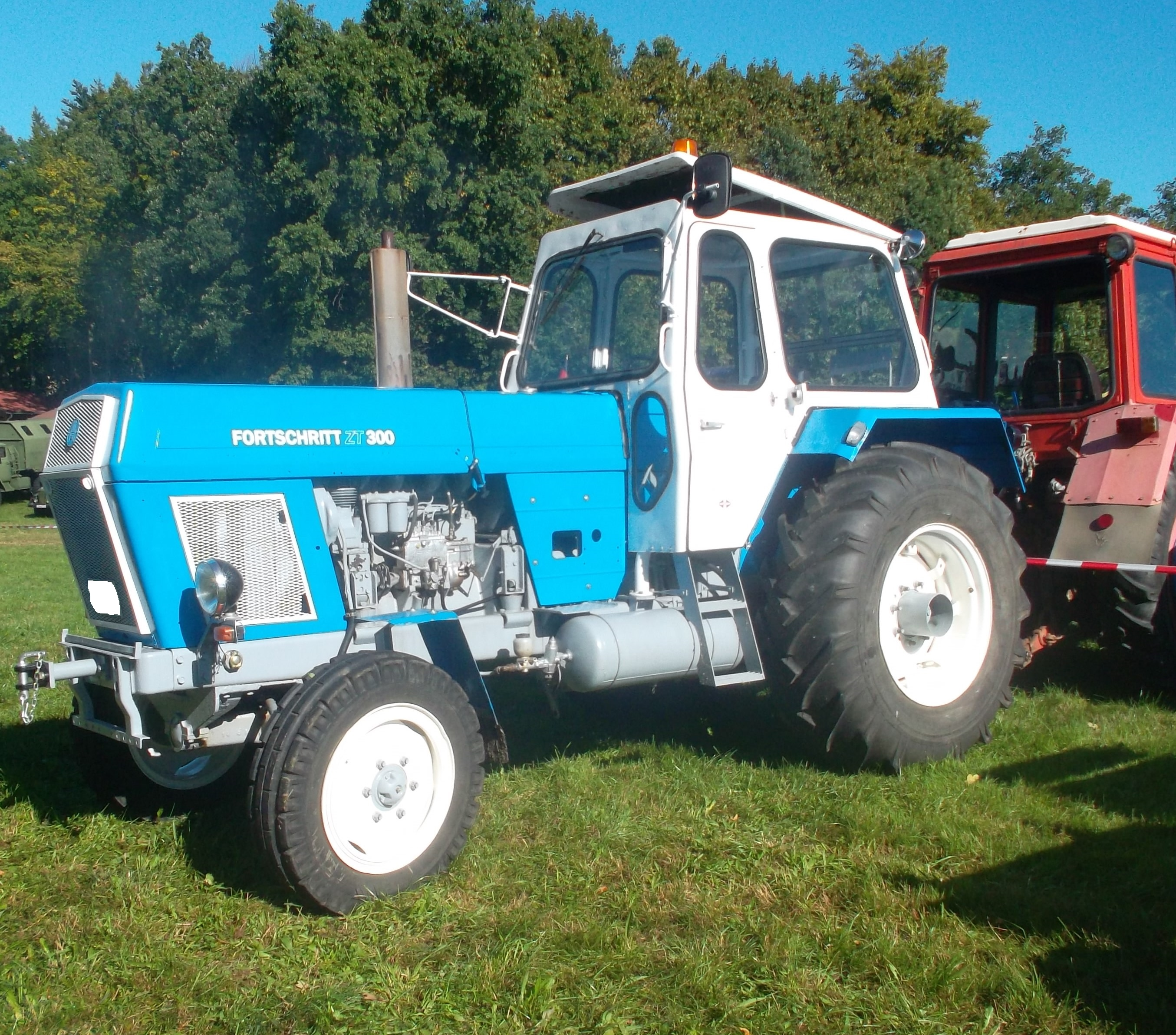
Fortscritt ZT300.
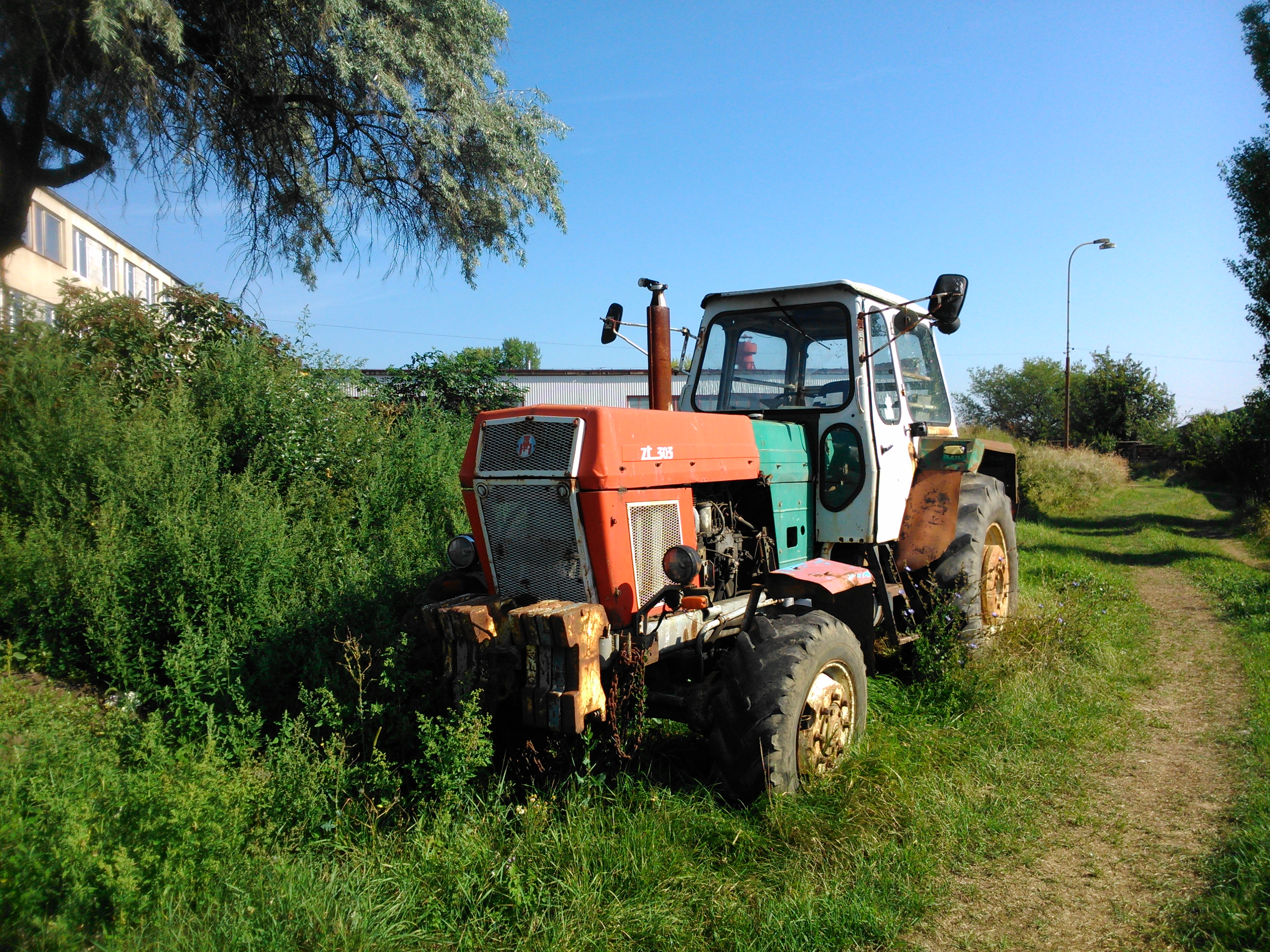
Fortscritt ZT303.
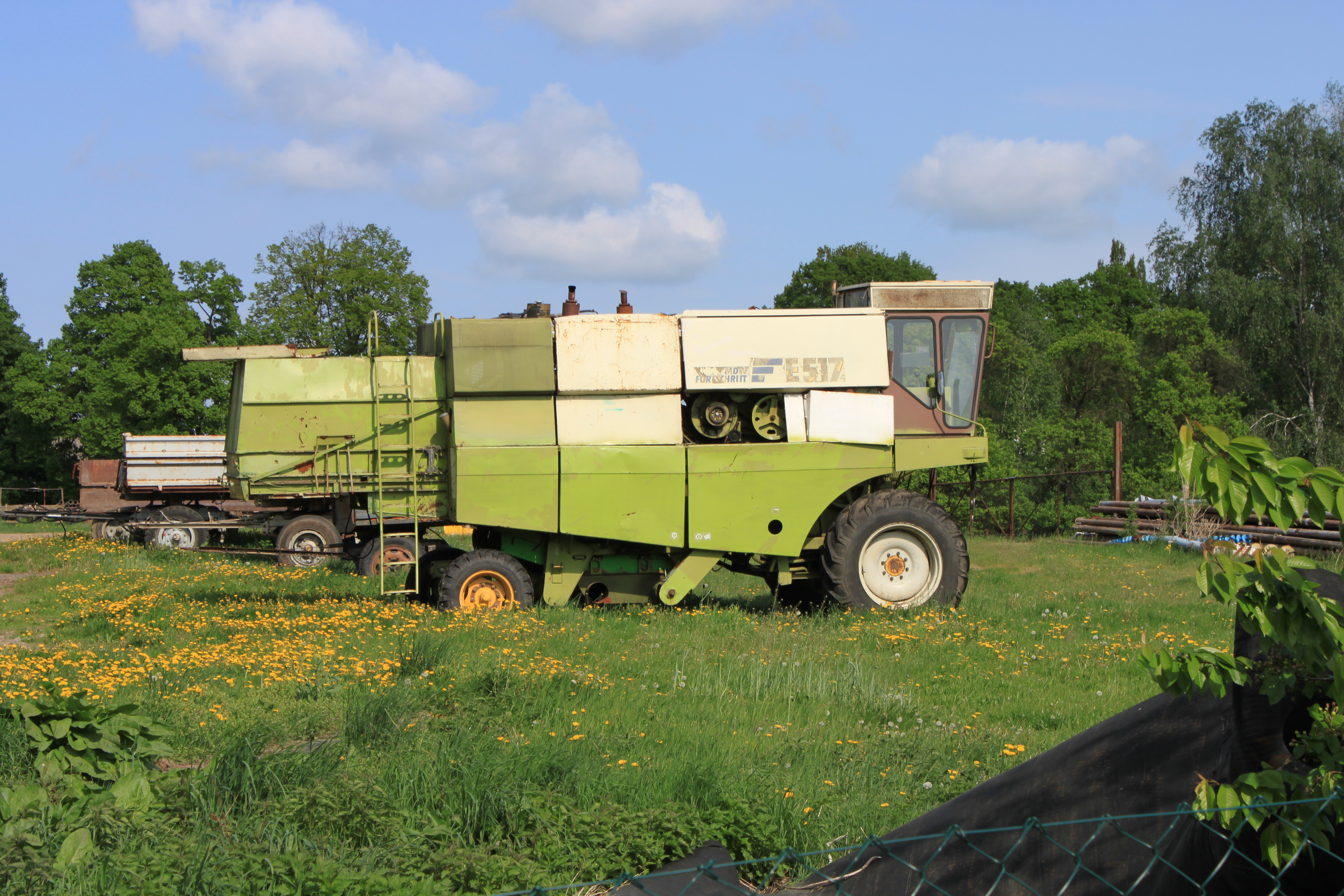
Fortscritt E517.
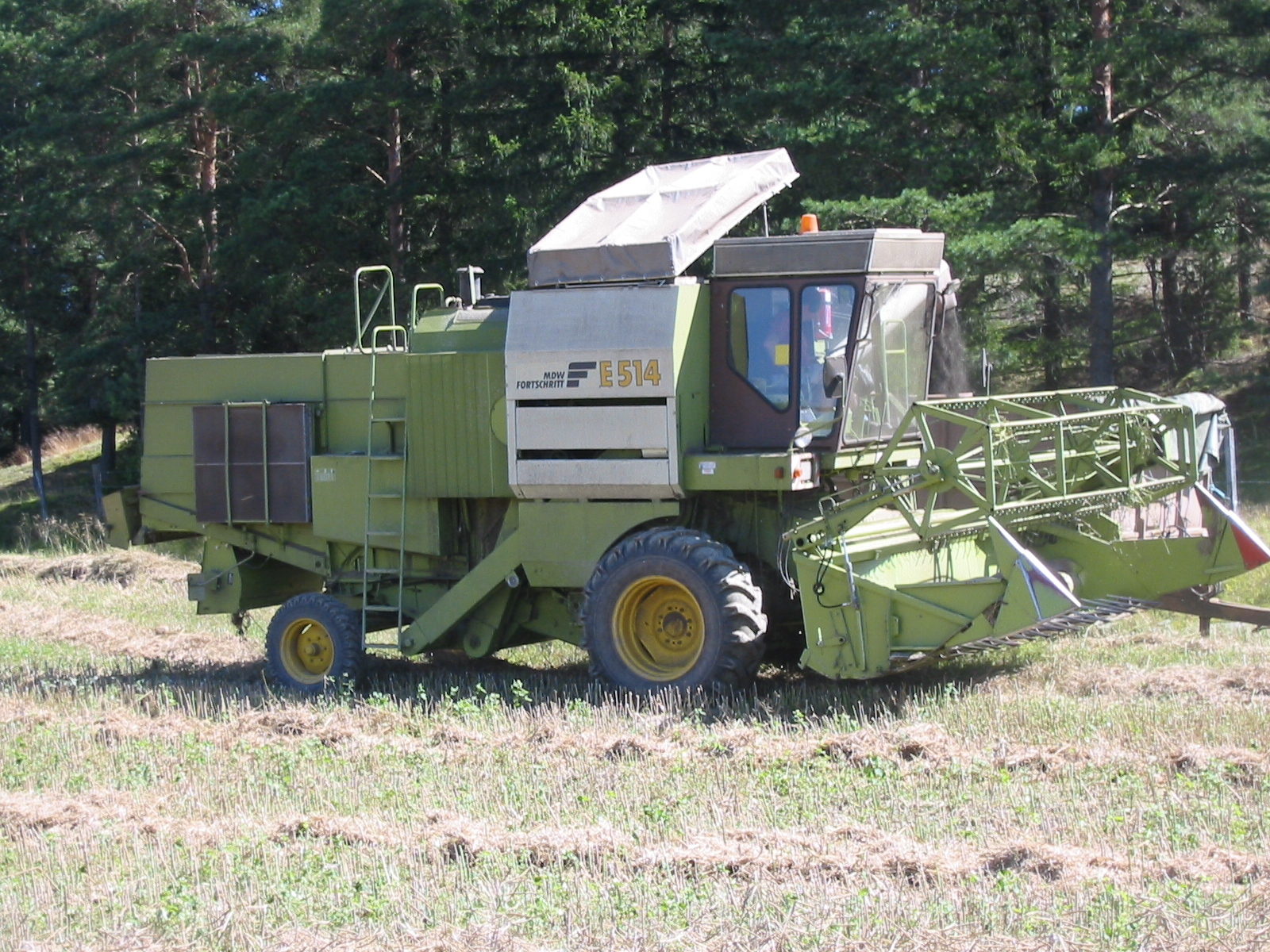
Fortscritt E514.
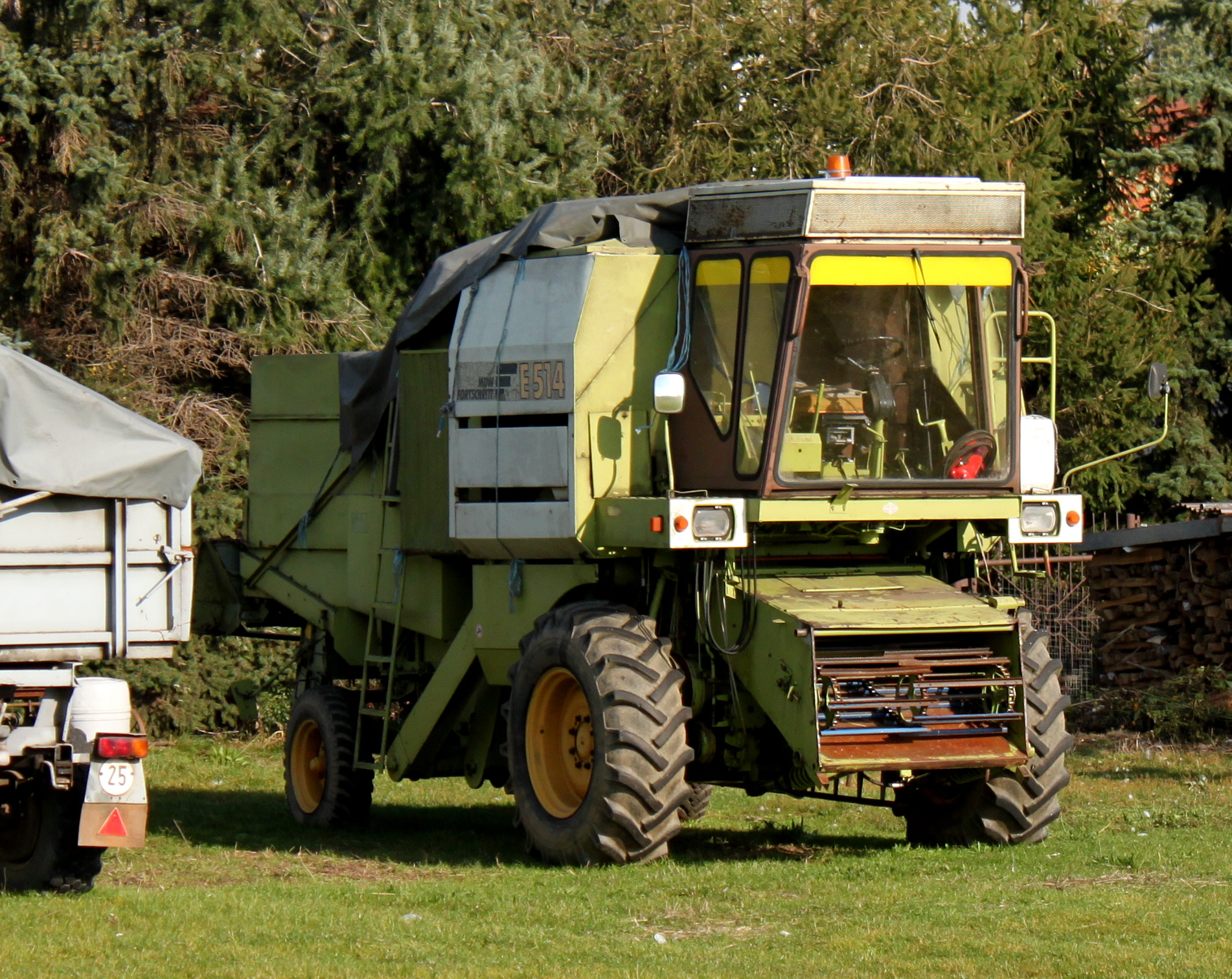
Fortscritt E514 senza Pento.
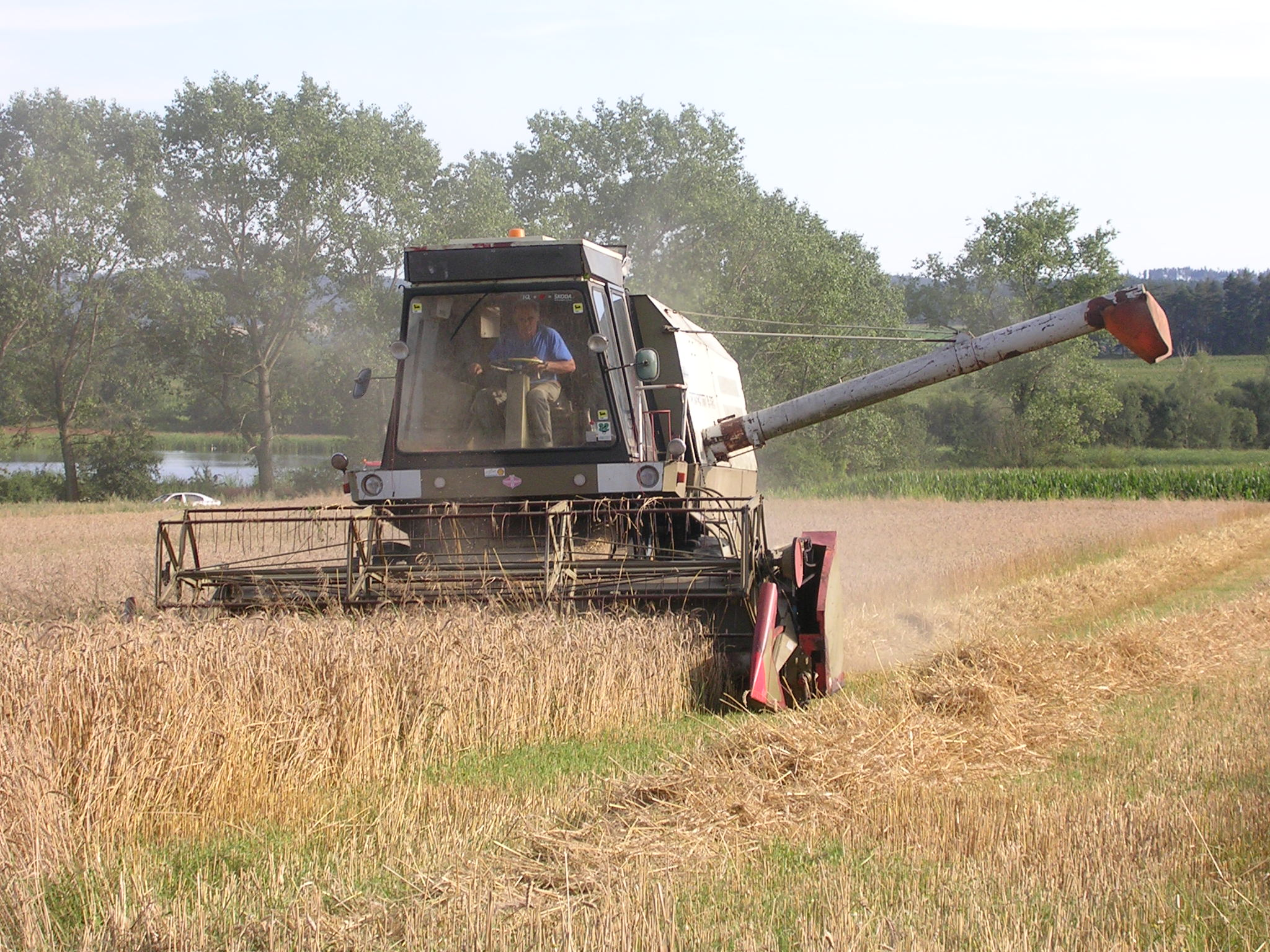
Fortscritt E512.
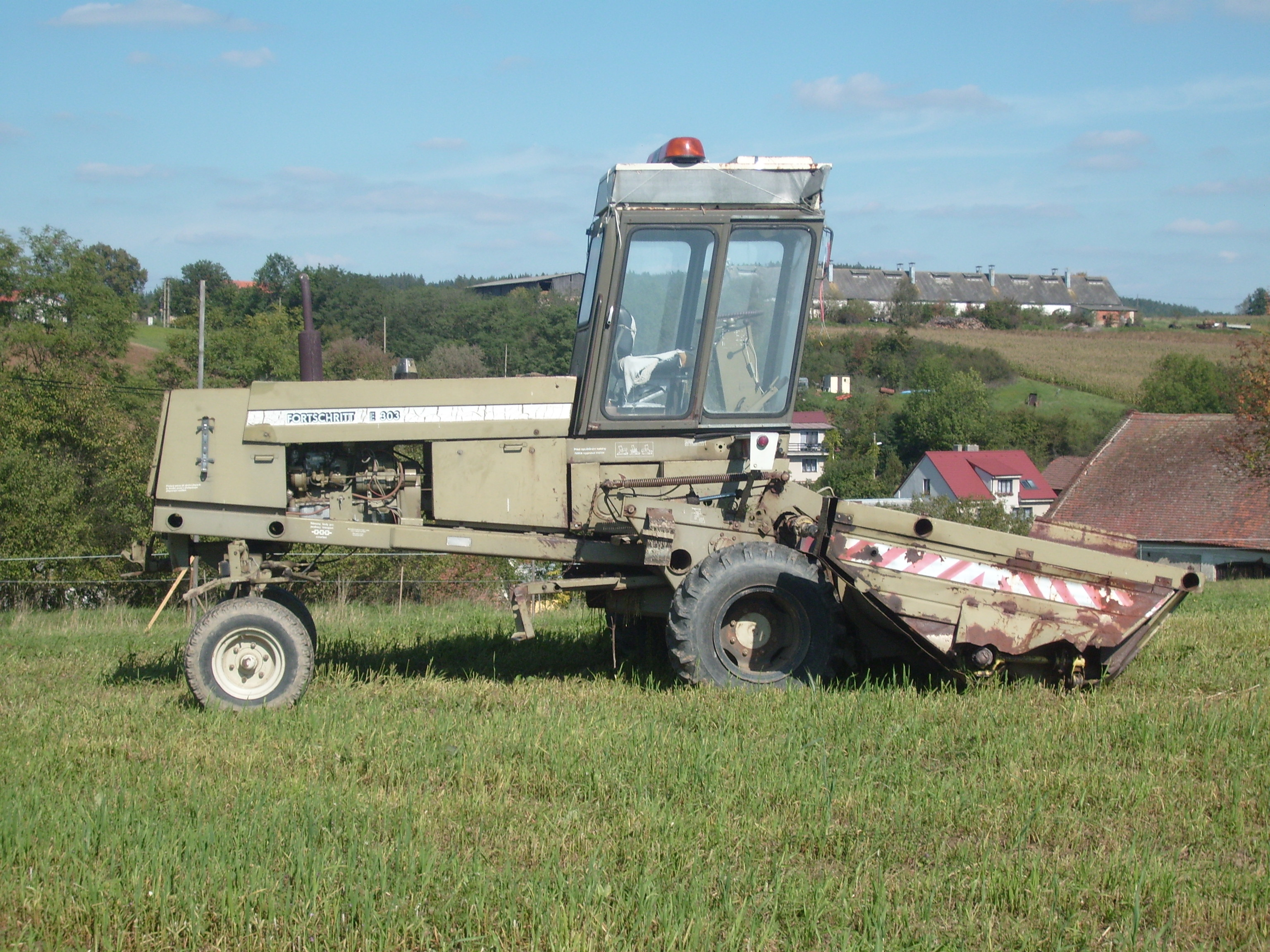
Fortscritt E303.
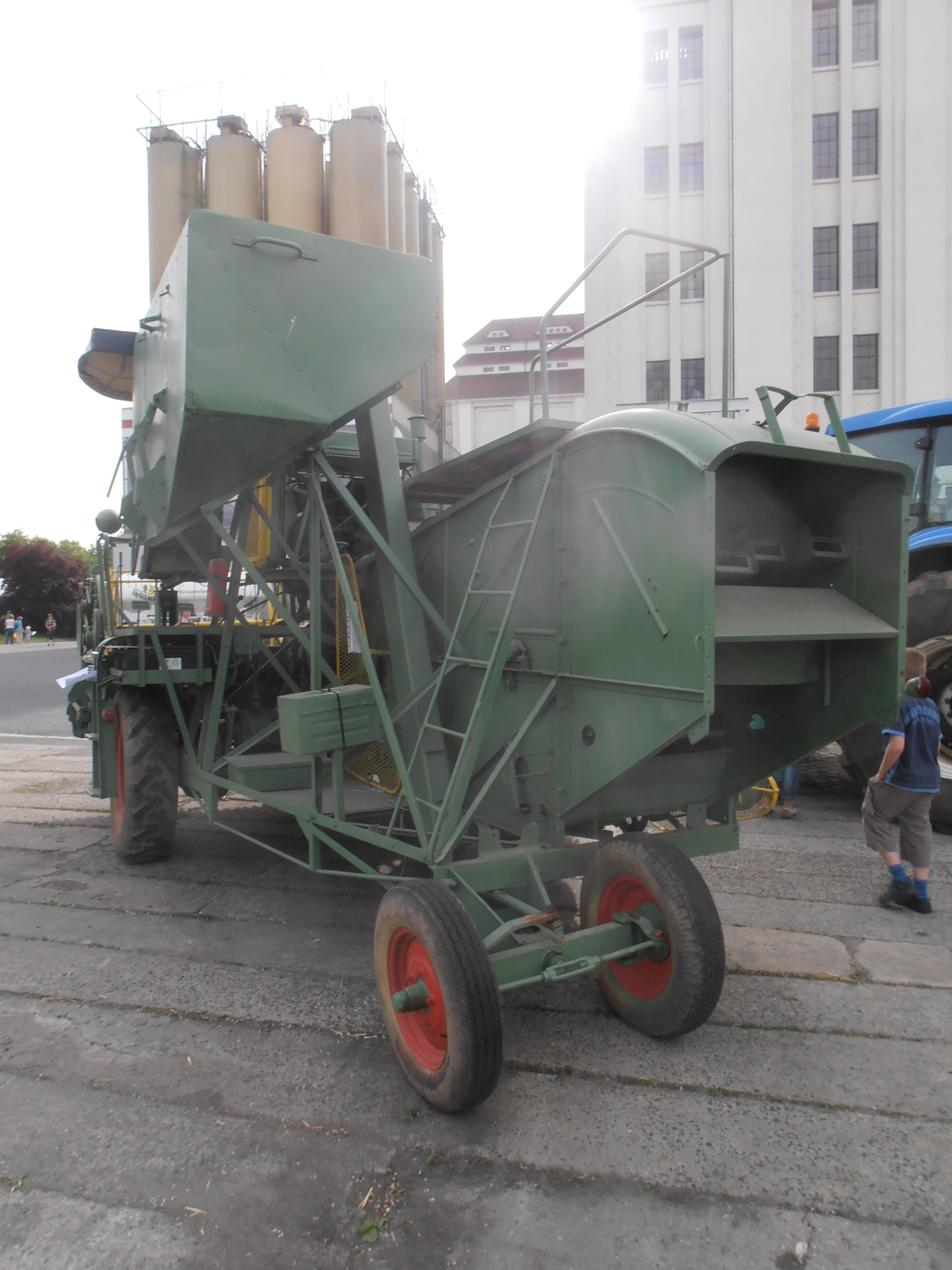
Fortscritt E175.
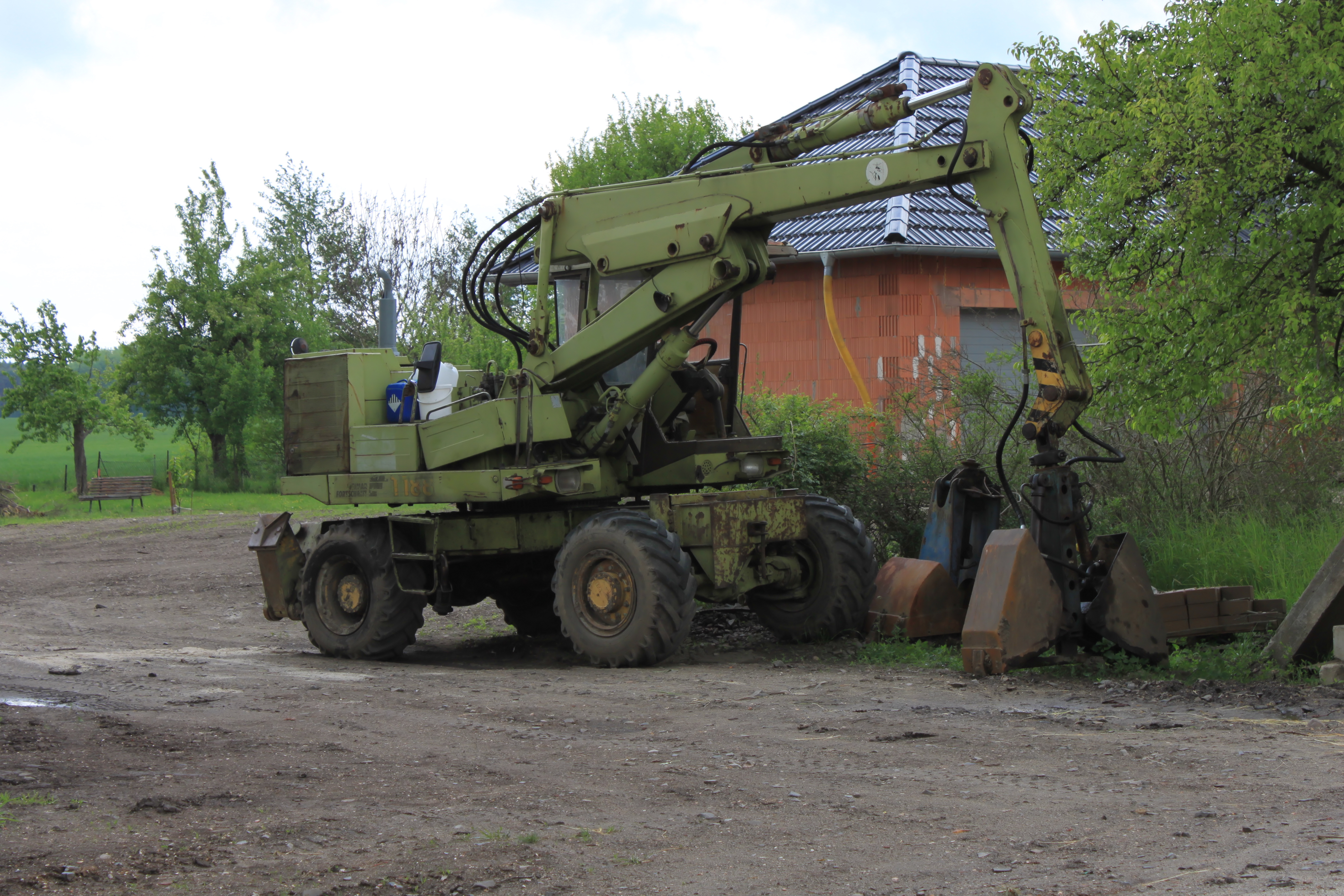
Fortscritt T188 vista frontale.
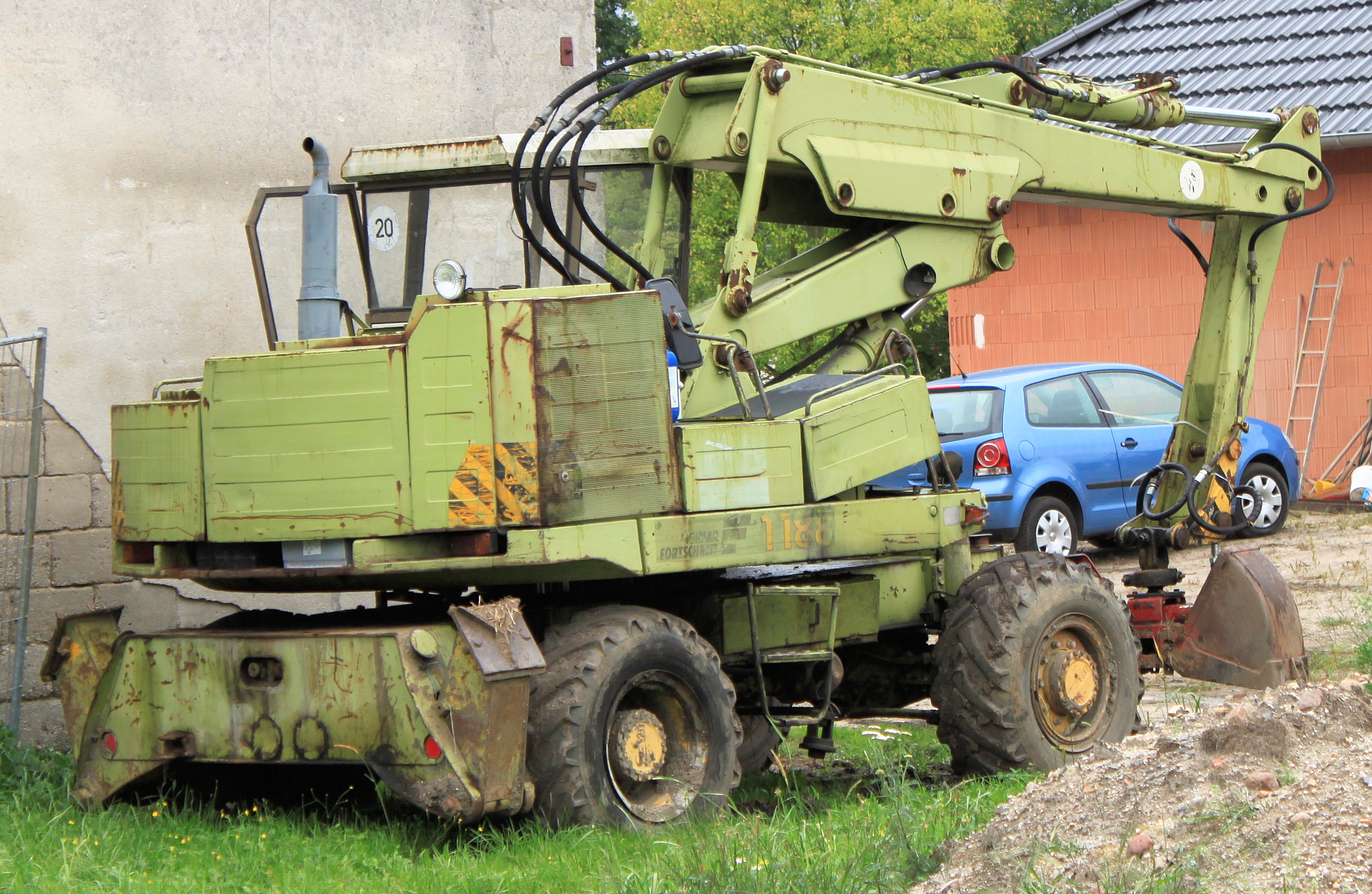
Fortscritt T188 visto dal retro.